# Мельжиньский, Юзеф Клеменс
Юзеф Клеменс Кшиштоф Мельжиньский  (пол. Józef Klemens Mielżyński, 1729—1792) — государственный деятель Речи Посполитой, подкоморий калишский (1755), маршалок Коронного Трибунала Великопольши (1765), каштелян калишский (1758—1760) и познанский (1764—1782), воевода калишский (1782—1786) и познанский (1786—1792). Кавалер Мальтийского ордена.

## Биография
Представитель польского шляхетского рода Мельжиньских герба «Новина».
В 1747—1751 годах — кадет в Люневиле. Основатель костёла в и дворца в имении Хобенице. Первоначально был сторонником «придворной партии» под руководством Ежи Мнишека. Был тесно связан с Россией. Был членом конфедерации Чаторыйских в 1764 году.
В 1764 году Юзеф Мельжиньский был избран послом (депутатом) от Познанского воеводства на элекционный сейм, где поддержал кандидатуру Станислава Августа Понятовского на польский королевский трон.
Во время Барской конфедерации Юзефу Мельжиньскому приписывали гибель региментаря великопольского Юзефа Гоголевского в 1769 году. На Разделительном сейме 1773—1775 годов Юзеф Клеменс Мельжиньский был членом сеймовой делегации, которая под давлением дипломатов Пруссии, России и Австрии, согласилась на Первый раздел Речи Посполитой. 18 сентября 1773 года он участвовал в подписании договоров об уступке Речью Посполитой земель России, Пруссии и Австрии. В 1776 году — член конфедерации Анджея Мокроновского.
В 1776—1777 годах Юзеф Мельжиньский тайно получал от российского посла в Речи Посполитой два транша в размере 4000 дукатов в качестве оплаты за Первый раздел Речи Посполитой. В 1783 года — председатель Комиссии надлежащего порядка. В 1788—1792 годах — член конфедерации Четырехлетнего сейма.
Юзеф Мельжиньский был включен в список польско-литовских депутатов и сенаторов, составленный в 1792 году российским посланником Яковом Булгаковым, на поддержку которых Россия могла был рассчитывать в борьбе против сторонников Констатитуции 3 мая 1791 года. Также являлся консуляром Тарговицкой конфедерации от Познанского воеводства.
Герой трагикомедии польского поэта Яцека Ковальского «История Гоголевского», 2001 год.
Кавалер Ордена Белого орда с 1759 года.